# Eleições legislativas portuguesas de 1987 no distrito de Lisboa
| Eleições legislativas portuguesas de 1987 Distritos: Aveiro \| Beja \| Braga \| Bragança \| Castelo Branco \| Coimbra \| Évora \| Faro \| Guarda \| Leiria \| Lisboa \| Portalegre \| Porto \| Santarém \| Setúbal \| Viana do Castelo \| Vila Real \| Viseu \| Açores \| Madeira \| Estrangeiro |

## Resultados por Concelho
Os resultados nos concelhos do Distrito de Lisboa foram os seguintes:

### Alenquer
| Partido                 | Partido                        | Votos  | %               | +/-   |
| ----------------------- | ------------------------------ | ------ | --------------- | ----- |
|                         | Partido Social Democrata       | 7 470  | 36,69 / 100,00  | 17,57 |
|                         | Partido Socialista             | 5 499  | 27,01 / 100,00  | 3,52  |
|                         | Coligação Democrática Unitária | 3 834  | 18,83 / 100,00  | 4,07  |
|                         | Partido Renovador Democrático  | 1 505  | 7,39 / 100,00   | 16,58 |
|                         | Centro Democrático e Social    | 565    | 2,78 / 100,00   | 1,83  |
|                         | Outros                         | 955    | 4,70 / 100,00   |       |
| Votos Inválidos         | Votos Inválidos                | 531    | 2,61 / 100,00   | 0,33  |
| Total                   | Total                          | 20 359 | 100,00 / 100,00 |       |
| Eleitorado/Participação | Eleitorado/Participação        | 27 415 | 74,26 / 100,00  | 3,74  |

### Amadora
| Partido                 | Partido                        | Votos   | %               | +/-   |
| ----------------------- | ------------------------------ | ------- | --------------- | ----- |
|                         | Partido Social Democrata       | 39 298  | 40,69 / 100,00  | 19,82 |
|                         | Partido Socialista             | 21 054  | 21,80 / 100,00  | 2,30  |
|                         | Coligação Democrática Unitária | 20 399  | 21,12 / 100,00  | 4,26  |
|                         | Partido Renovador Democrático  | 7 773   | 8,05 / 100,00   | 15,46 |
|                         | Centro Democrático e Social    | 2 402   | 2,49 / 100,00   | 3,18  |
|                         | União Democrática Popular      | 1 668   | 1,73 / 100,00   | 0,10  |
|                         | Outros                         | 2 548   | 2,64 / 100,00   |       |
| Votos Inválidos         | Votos Inválidos                | 1 439   | 1,49 / 100,00   | 0,39  |
| Total                   | Total                          | 96 581  | 100,00 / 100,00 |       |
| Eleitorado/Participação | Eleitorado/Participação        | 130 647 | 73,93 / 100,00  | 4,45  |

### Arruda dos Vinhos
| Partido                 | Partido                        | Votos | %               | +/-   |
| ----------------------- | ------------------------------ | ----- | --------------- | ----- |
|                         | Partido Social Democrata       | 1 879 | 38,18 / 100,00  | 21,06 |
|                         | Partido Socialista             | 1 383 | 28,10 / 100,00  | 1,48  |
|                         | Coligação Democrática Unitária | 649   | 13,19 / 100,00  | 3,64  |
|                         | Partido Renovador Democrático  | 508   | 10,32 / 100,00  | 17,95 |
|                         | Centro Democrático e Social    | 170   | 3,45 / 100,00   | 2,10  |
|                         | Outros                         | 208   | 4,23 / 100,00   |       |
| Votos Inválidos         | Votos Inválidos                | 125   | 2,54 / 100,00   | 0,44  |
| Total                   | Total                          | 4 922 | 100,00 / 100,00 |       |
| Eleitorado/Participação | Eleitorado/Participação        | 7 241 | 67,97 / 100,00  | 4,28  |

### Azambuja
| Partido                 | Partido                        | Votos  | %               | +/-   |
| ----------------------- | ------------------------------ | ------ | --------------- | ----- |
|                         | Partido Social Democrata       | 3 859  | 33,99 / 100,00  | 15,55 |
|                         | Partido Socialista             | 2 794  | 24,61 / 100,00  | 3,09  |
|                         | Coligação Democrática Unitária | 2 263  | 19,93 / 100,00  | 5,56  |
|                         | Partido Renovador Democrático  | 1 049  | 9,24 / 100,00   | 14,02 |
|                         | União Democrática Popular      | 379    | 3,34 / 100,00   | 0,24  |
|                         | Centro Democrático e Social    | 229    | 2,02 / 100,00   | 0,44  |
|                         | PCTP/MRPP                      | 122    | 1,07 / 100,00   | 0,65  |
|                         | Outros                         | 302    | 2,67 / 100,00   |       |
| Votos Inválidos         | Votos Inválidos                | 358    | 3,15 / 100,00   | 0,17  |
| Total                   | Total                          | 11 355 | 100,00 / 100,00 |       |
| Eleitorado/Participação | Eleitorado/Participação        | 16 068 | 70,67 / 100,00  | 5,61  |

### Cadaval
| Partido                 | Partido                        | Votos  | %               | +/-   |
| ----------------------- | ------------------------------ | ------ | --------------- | ----- |
|                         | Partido Social Democrata       | 4 517  | 55,44 / 100,00  | 24,38 |
|                         | Partido Socialista             | 2 072  | 25,43 / 100,00  | 2,58  |
|                         | Centro Democrático e Social    | 366    | 4,49 / 100,00   | 4,79  |
|                         | Coligação Democrática Unitária | 343    | 4,21 / 100,00   | 3,11  |
|                         | Partido Renovador Democrático  | 243    | 2,98 / 100,00   | 14,62 |
|                         | Outros                         | 330    | 4,05 / 100,00   |       |
| Votos Inválidos         | Votos Inválidos                | 276    | 3,38 / 100,00   | 0,37  |
| Total                   | Total                          | 8 147  | 100,00 / 100,00 |       |
| Eleitorado/Participação | Eleitorado/Participação        | 12 042 | 67,65 / 100,00  | 2,17  |

### Cascais
| Partido                 | Partido                        | Votos   | %               | +/-   |
| ----------------------- | ------------------------------ | ------- | --------------- | ----- |
|                         | Partido Social Democrata       | 47 769  | 53,68 / 100,00  | 22,68 |
|                         | Partido Socialista             | 16 023  | 18,01 / 100,00  | 0,36  |
|                         | Coligação Democrática Unitária | 11 001  | 12,36 / 100,00  | 3,24  |
|                         | Partido Renovador Democrático  | 5 189   | 5,83 / 100,00   | 13,62 |
|                         | Centro Democrático e Social    | 4 371   | 4,91 / 100,00   | 6,49  |
|                         | União Democrática Popular      | 1 044   | 1,17 / 100,00   | 0,08  |
|                         | Outros                         | 2 363   | 2,64 / 100,00   |       |
| Votos Inválidos         | Votos Inválidos                | 1 228   | 1,38 / 100,00   | 0,64  |
| Total                   | Total                          | 88 988  | 100,00 / 100,00 |       |
| Eleitorado/Participação | Eleitorado/Participação        | 118 697 | 74,97 / 100,00  | 3,01  |

### Lisboa
| Partido                 | Partido                        | Votos   | %               | +/-   |
| ----------------------- | ------------------------------ | ------- | --------------- | ----- |
|                         | Partido Social Democrata       | 233 742 | 47,76 / 100,00  | 19,44 |
|                         | Partido Socialista             | 99 519  | 20,33 / 100,00  | 1,37  |
|                         | Coligação Democrática Unitária | 73 024  | 14,92 / 100,00  | 3,32  |
|                         | Partido Renovador Democrático  | 31 948  | 6,53 / 100,00   | 13,24 |
|                         | Centro Democrático e Social    | 22 121  | 4,52 / 100,00   | 5,07  |
|                         | União Democrática Popular      | 7 443   | 1,52 / 100,00   | 0,16  |
|                         | Outros                         | 13 851  | 2,83 / 100,00   |       |
| Votos Inválidos         | Votos Inválidos                | 7 785   | 1,59 / 100,00   | 0,38  |
| Total                   | Total                          | 489 433 | 100,00 / 100,00 |       |
| Eleitorado/Participação | Eleitorado/Participação        | 673 011 | 72,72 / 100,00  | 3,56  |

### Loures
| Partido                 | Partido                        | Votos   | %               | +/-   |
| ----------------------- | ------------------------------ | ------- | --------------- | ----- |
|                         | Partido Social Democrata       | 66 587  | 40,30 / 100,00  | 19,79 |
|                         | Partido Socialista             | 37 654  | 22,79 / 100,00  | 1,88  |
|                         | Coligação Democrática Unitária | 35 433  | 21,45 / 100,00  | 4,37  |
|                         | Partido Renovador Democrático  | 12 377  | 7,49 / 100,00   | 14,95 |
|                         | Centro Democrático e Social    | 3 895   | 2,36 / 100,00   | 2,93  |
|                         | União Democrática Popular      | 2 234   | 1,35 / 100,00   | 0,24  |
|                         | Outros                         | 4 289   | 2,59 / 100,00   |       |
| Votos Inválidos         | Votos Inválidos                | 2 755   | 1,66 / 100,00   | 0,31  |
| Total                   | Total                          | 165 224 | 100,00 / 100,00 |       |
| Eleitorado/Participação | Eleitorado/Participação        | 219 782 | 75,18 / 100,00  | 4,81  |

### Lourinhã
| Partido                 | Partido                        | Votos  | %               | +/-   |
| ----------------------- | ------------------------------ | ------ | --------------- | ----- |
|                         | Partido Social Democrata       | 8 466  | 67,82 / 100,00  | 27,82 |
|                         | Partido Socialista             | 2 343  | 18,77 / 100,00  | 5,24  |
|                         | Centro Democrático e Social    | 482    | 3,86 / 100,00   | 6,79  |
|                         | Coligação Democrática Unitária | 291    | 2,33 / 100,00   | 1,69  |
|                         | Partido Renovador Democrático  | 210    | 1,68 / 100,00   | 13,21 |
|                         | Outros                         | 349    | 2,80 / 100,00   |       |
| Votos Inválidos         | Votos Inválidos                | 342    | 2,74 / 100,00   | 0,62  |
| Total                   | Total                          | 12 483 | 100,00 / 100,00 |       |
| Eleitorado/Participação | Eleitorado/Participação        | 17 232 | 72,44 / 100,00  | 3,54  |

### Mafra
| Partido                 | Partido                        | Votos  | %               | +/-   |
| ----------------------- | ------------------------------ | ------ | --------------- | ----- |
|                         | Partido Social Democrata       | 12 837 | 51,50 / 100,00  | 25,65 |
|                         | Partido Socialista             | 5 298  | 21,26 / 100,00  | 0,21  |
|                         | Coligação Democrática Unitária | 2 174  | 8,72 / 100,00   | 2,71  |
|                         | Partido Renovador Democrático  | 1 588  | 6,37 / 100,00   | 19,30 |
|                         | Centro Democrático e Social    | 1 070  | 4,29 / 100,00   | 3,87  |
|                         | Outros                         | 1 201  | 4,81 / 100,00   |       |
| Votos Inválidos         | Votos Inválidos                | 757    | 3,04 / 100,00   | 0,51  |
| Total                   | Total                          | 24 925 | 100,00 / 100,00 |       |
| Eleitorado/Participação | Eleitorado/Participação        | 34 693 | 71,84 / 100,00  | 2,29  |

### Oeiras
| Partido                 | Partido                        | Votos   | %               | +/-   |
| ----------------------- | ------------------------------ | ------- | --------------- | ----- |
|                         | Partido Social Democrata       | 41 580  | 48,13 / 100,00  | 19,36 |
|                         | Partido Socialista             | 17 990  | 20,82 / 100,00  | 2,04  |
|                         | Coligação Democrática Unitária | 13 001  | 15,05 / 100,00  | 3,38  |
|                         | Partido Renovador Democrático  | 5 675   | 6,57 / 100,00   | 13,51 |
|                         | Centro Democrático e Social    | 3 540   | 4,10 / 100,00   | 5,24  |
|                         | União Democrática Popular      | 1 213   | 1,40 / 100,00   | 0,21  |
|                         | Outros                         | 2 348   | 2,71 / 100,00   |       |
| Votos Inválidos         | Votos Inválidos                | 1 052   | 1,22 / 100,00   | 0,44  |
| Total                   | Total                          | 86 399  | 100,00 / 100,00 |       |
| Eleitorado/Participação | Eleitorado/Participação        | 114 387 | 75,53 / 100,00  | 4,06  |

### Sintra
| Partido                 | Partido                        | Votos   | %               | +/-   |
| ----------------------- | ------------------------------ | ------- | --------------- | ----- |
|                         | Partido Social Democrata       | 58 730  | 44,96 / 100,00  | 22,07 |
|                         | Partido Socialista             | 29 050  | 22,24 / 100,00  | 1,93  |
|                         | Coligação Democrática Unitária | 20 472  | 15,67 / 100,00  | 3,74  |
|                         | Partido Renovador Democrático  | 10 130  | 7,75 / 100,00   | 16,47 |
|                         | Centro Democrático e Social    | 4 026   | 3,08 / 100,00   | 4,34  |
|                         | União Democrática Popular      | 2 188   | 1,68 / 100,00   | 0,28  |
|                         | Outros                         | 3 728   | 2,86 / 100,00   |       |
| Votos Inválidos         | Votos Inválidos                | 2 302   | 1,76 / 100,00   | 0,38  |
| Total                   | Total                          | 130 626 | 100,00 / 100,00 |       |
| Eleitorado/Participação | Eleitorado/Participação        | 175 595 | 74,39 / 100,00  | 4,65  |

### Sobral de Monte Agraço
| Partido                 | Partido                           | Votos | %               | +/-   |
| ----------------------- | --------------------------------- | ----- | --------------- | ----- |
|                         | Partido Social Democrata          | 1 422 | 33,16 / 100,00  | 16,48 |
|                         | Coligação Democrática Unitária    | 1 291 | 30,11 / 100,00  | 4,21  |
|                         | Partido Socialista                | 819   | 19,10 / 100,00  | 1,18  |
|                         | Partido Renovador Democrático     | 287   | 6,69 / 100,00   | 13,54 |
|                         | Centro Democrático e Social       | 115   | 2,68 / 100,00   | 0,91  |
|                         | PCTP/MRPP                         | 52    | 1,21 / 100,00   | 0,76  |
|                         | Partido Socialista Revolucionário | 50    | 1,17 / 100,00   | 0,06  |
|                         | Outros                            | 114   | 2,66 / 100,00   |       |
| Votos Inválidos         | Votos Inválidos                   | 138   | 3,22 / 100,00   | 0,62  |
| Total                   | Total                             | 4 288 | 100,00 / 100,00 |       |
| Eleitorado/Participação | Eleitorado/Participação           | 6 256 | 68,54 / 100,00  | 4,64  |

### Torres Vedras
| Partido                 | Partido                        | Votos  | %               | +/-   |
| ----------------------- | ------------------------------ | ------ | --------------- | ----- |
|                         | Partido Social Democrata       | 18 998 | 52,16 / 100,00  | 23,52 |
|                         | Partido Socialista             | 7 741  | 21,25 / 100,00  | 1,18  |
|                         | Coligação Democrática Unitária | 4 192  | 11,51 / 100,00  | 3,45  |
|                         | Partido Renovador Democrático  | 1 962  | 5,39 / 100,00   | 19,11 |
|                         | Centro Democrático e Social    | 1 111  | 3,05 / 100,00   | 2,77  |
|                         | Outros                         | 1 480  | 4,07 / 100,00   |       |
| Votos Inválidos         | Votos Inválidos                | 940    | 2,58 / 100,00   | 0,39  |
| Total                   | Total                          | 36 424 | 100,00 / 100,00 |       |
| Eleitorado/Participação | Eleitorado/Participação        | 51 471 | 70,77 / 100,00  | 3,10  |

### Vila Franca de Xira
| Partido                 | Partido                        | Votos  | %               | +/-   |
| ----------------------- | ------------------------------ | ------ | --------------- | ----- |
|                         | Partido Social Democrata       | 17 025 | 33,06 / 100,00  | 17,33 |
|                         | Coligação Democrática Unitária | 14 618 | 28,39 / 100,00  | 3,37  |
|                         | Partido Socialista             | 11 927 | 23,16 / 100,00  | 0,01  |
|                         | Partido Renovador Democrático  | 4 106  | 7,97 / 100,00   | 12,33 |
|                         | Centro Democrático e Social    | 987    | 1,92 / 100,00   | 2,29  |
|                         | União Democrática Popular      | 688    | 1,34 / 100,00   | 0,08  |
|                         | Outros                         | 1 331  | 2,59 / 100,00   |       |
| Votos Inválidos         | Votos Inválidos                | 814    | 1,58 / 100,00   | 0,38  |
| Total                   | Total                          | 51 496 | 100,00 / 100,00 |       |
| Eleitorado/Participação | Eleitorado/Participação        | 69 596 | 73,99 / 100,00  | 6,83  |